# Asbestopluma ramosa
Asbestopluma ramosa är en svampdjursart som beskrevs av Koltun 1958. Asbestopluma ramosa ingår i släktet Asbestopluma och familjen Cladorhizidae. Inga underarter finns listade i Catalogue of Life.